# Putbus
Putbus – niemieckie miasto na wyspie Rugia, w kraju związkowym Meklemburgia-Pomorze Przednie, w powiecie Vorpommern-Rügen, najmłodsze miasto wyspy (od 1810 r.)
W mieście jest stacja kolejowa Putbus.

## Toponimia
Nazwa, w najstarszych dokumentach zapisana jako Podebuz/Pedebuz (1250), Putzbuzk (ok. 1280), de Putbuzke (1295), van Putbuzke (1318), Putbuczk (1320), ma pochodzenie słowiańskie. Rekonstruowana forma połabska *Podboz od pod „pod” i buz „bez” oznacza prawdopodobnie miejsce wśród bzów. Stanisław Kozierowski rekonstruował ją w formie Podbórz.

## Osoby urodzone w Putbus
- Berthold Delbrück (1842–1922) – językoznawca

## Współpraca
- Eutin, Niemcy
- Rewal, Polska